# Газопровод Иран — Армения

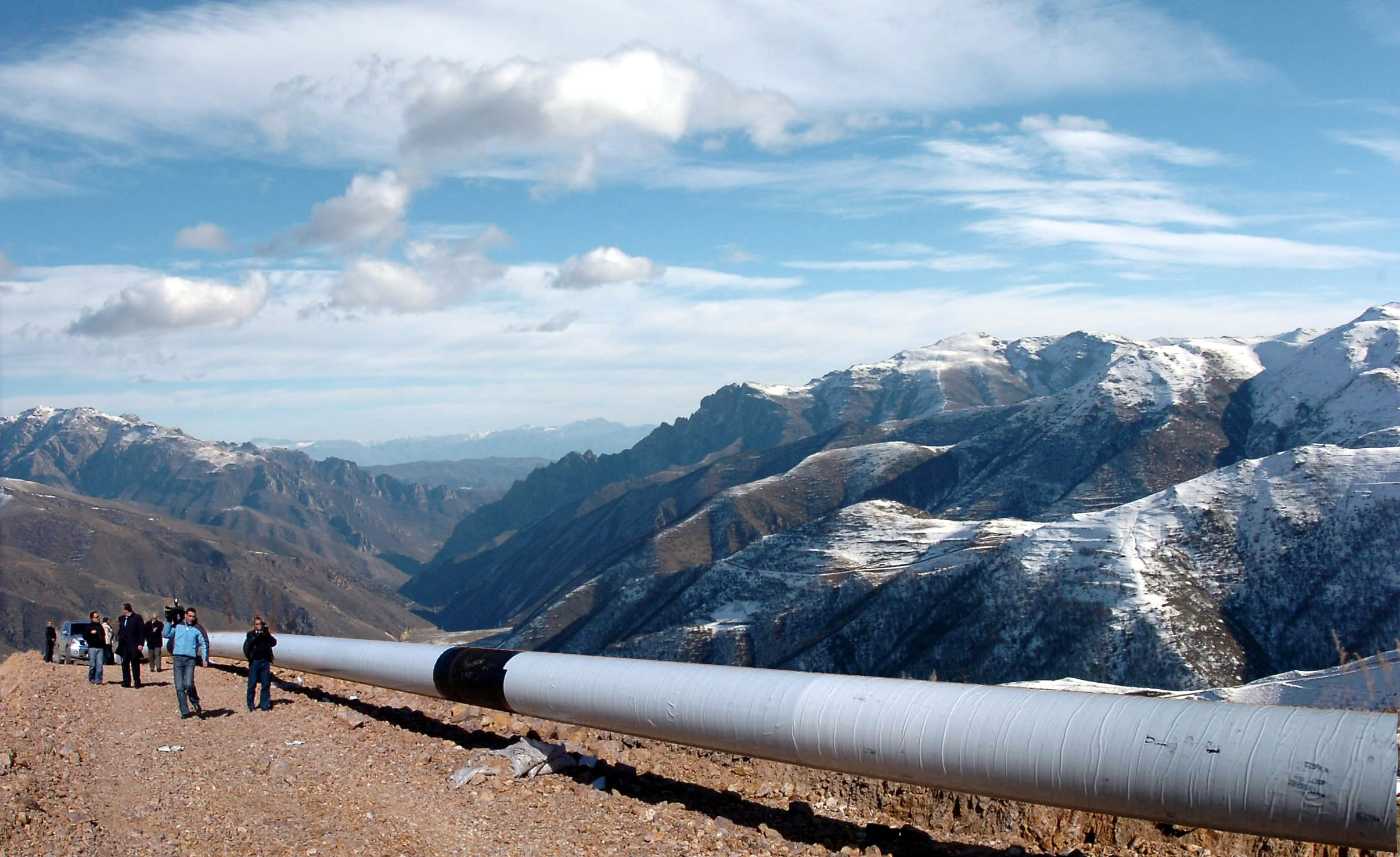
Участок газопровода

Газопровод Иран — Армения — 140-километровый газопровод, соединяющий Тебриз и газораспределительную станцию в Мегри. Диаметр трубы — 711 мм.

## Показатели
- Стоимость постройки составила 220 млн долларов США (по предварительным оценкам вложения Газпрома оценивались в 140 млн долл[1]),
- Проектная мощность газопровода — 1,1 млрд кубометров в год,
- До 2019 года планируется довести мощность до 2,3 млрд кубометров.

В обмен на поставки газа Армения снабжает Иран электроэнергией.

## Собственники и руководство
Газпром принял участие в строительстве газопровода, и он же владеет 45 % акций. Ещё 45 % принадлежат правительству Армении, и 10 % — компании «Итера». Юридически строительство газопровода было проведено совместным российско-армянским предприятием Армросгазпром (позднее преобразованному в Газпром Армения).
Ранее полностью принадлежавший государственной компании 40-километровый самый южный участок газопровода был безвозмездно передан дочке Газпрома.

## Строительство
Одним из инициаторов строительства газопровода выступила Россия в связи с невозможностью гарантировать Армении стабильность поставок газа в республику через Грузию.
К Мегри газ поступает по магистральному газопроводу Кенган — Кум — Казвин — Тебриз из нефтегазоносной провинции близ Ассалуйе на шельфе Персидского залива.
Первая очередь газопровода сдана в эксплуатацию в декабре 2006 года, а 19 марта 2007 года произошло его торжественное открытие в присутствии президентов Армении Роберта Кочаряна и Ирана Махмуда Ахмадинежада. Сразу же после открытия обсуждалась возможность строительства второй нитки газопровода.
Работы по строительству второго участка газопровода по состоянию на лето 2008 года продвигаются активно. Мы попытаемся завершить строительство газопровода к концу года, хотя по плану строительство должно закончиться в начале 2009 г. Но мы прилагаем все усилия, чтобы завершить строительство в конце этого года.